# Leopoldskron
Leopoldskron nennt sich eine Katastralgemeinde der Stadt Salzburg.

## Geographie
Die Katastralgemeinde erstreckt sich  grob skizziert zwischen dem Almkanal im Norden, der Tauern Autobahn im Süden, der Glan im Westen und dem Wildmoosgraben nächst dem Almkanal im Osten. Historisches Zentrum ist das Schloss Leopoldskron, benannt nach Leopold Anton Eleutherius Freiherr von Firmian (1679–1744, Fürsterzbischof seit 1727).
Die Katastralgemeinde umfasst 8,7 Quadratkilometer, als Zählbezirk der amtlichen Statistik hat sie etwa 8.000 Einwohner und umfasst etwa 2.300 Gebäude.
In der heutigen Stadtgliederung Salzburgs, die die Situation des modernen Stadtbilds nachbildet, deckt sich die Katastralgemeinde größerenteils  mit Leopoldskroner Moos, historisches Moorsiedlungsgebiet (1939 eingemeindet) entlang der Moosstraße bis zur Stadtgrenze bei Grödig, der Zählbezirk umfasst auch angrenzende Areale von Gneis. Schloss und Weiher liegen im Stadtteil Riedenburg-Landschaftsteil Leopoldskroner Weiher bzw. Zählbezirk 22 Mönchsberg/Inneres Nonntal/Leopoldskron.

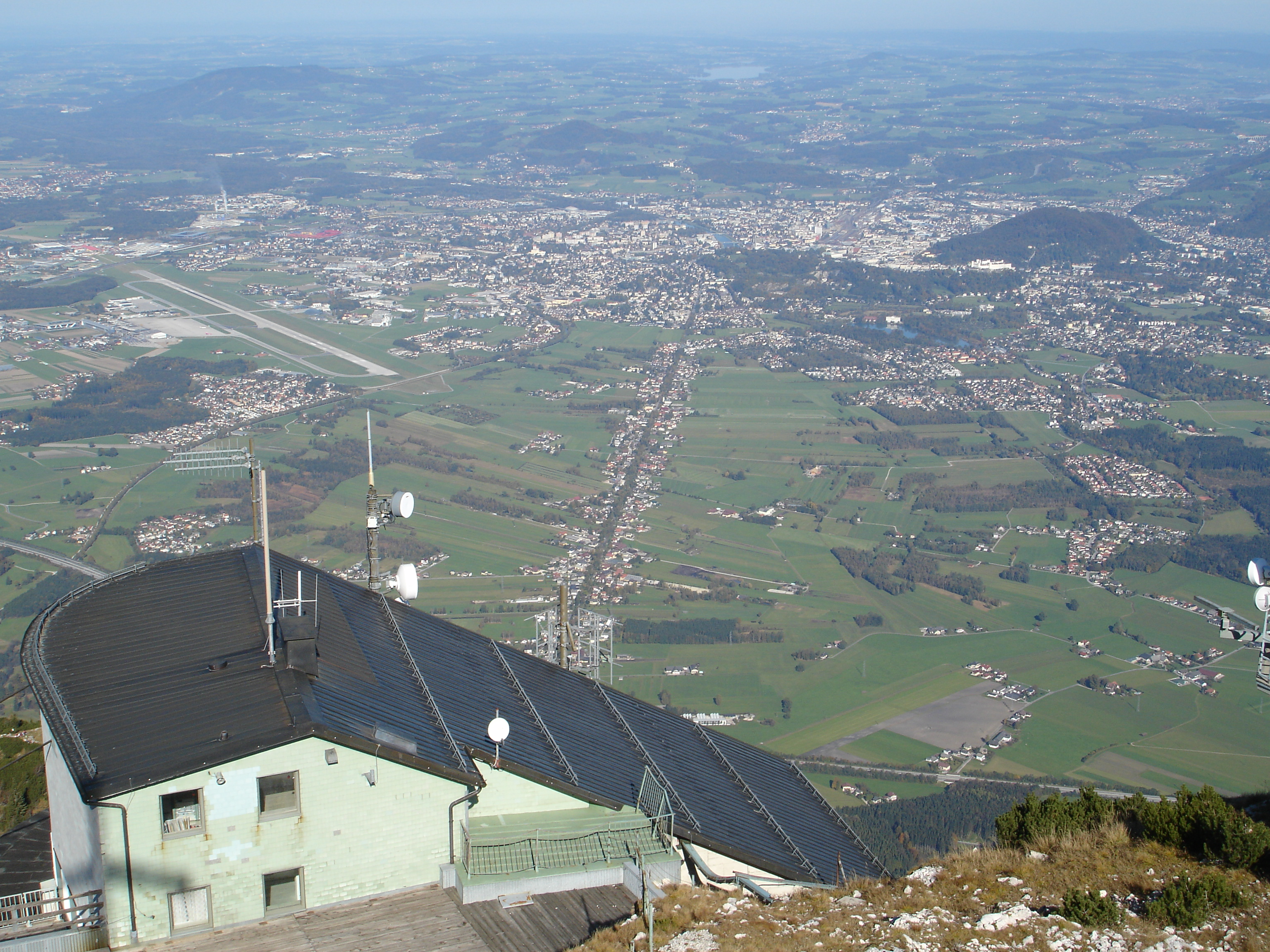
Blick vom Untersberg (über Untersbergbahn-Bergstation) auf Salzburg: Die KG Leopoldskron zwischen den leicht gewundenen Grünlinien von Glan (links) und Almkanal (rechts) durch den Stadtteil Gneis, vor dem Mönchsberg und dem Festungsberg sind Schloss und Weiher Leopoldskron erkennbar, mittig leitet die Moostraße zum Stadtteil Riedenburg

## Geschichte
Statistisch eigenständig erfasst – wenn auch nicht unbedingt exakt gleicher Umgrenzung – ist die Katastralgemeinde Leopoldskron erst nach dem Ende des Fürsterzbistums Salzburg 1803 (Begründung des Kurfürstentums Salzburg).
| Hzt. Sbg./Salzachkr. (Kgr. Bay./Österr. o.d.E.) | Hzt. Sbg./Salzachkr. (Kgr. Bay./Österr. o.d.E.) | Hzt. Sbg./Salzachkr. (Kgr. Bay./Österr. o.d.E.) | Hzt. Sbg./Salzachkr. (Kgr. Bay./Österr. o.d.E.) | Kronland Salzburg (Kthm. Österr./Österr.-Ugrn.) | Kronland Salzburg (Kthm. Österr./Österr.-Ugrn.) | Kronland Salzburg (Kthm. Österr./Österr.-Ugrn.) | Kronland Salzburg (Kthm. Österr./Österr.-Ugrn.) | Kronland Salzburg (Kthm. Österr./Österr.-Ugrn.) | Kronland Salzburg (Kthm. Österr./Österr.-Ugrn.) | Österr., 1. Rep. | Österr., 1. Rep. | Österr., 2. Rep. | Österr., 2. Rep. | Österr., 2. Rep. | Österr., 2. Rep. | Österr., 2. Rep. | Österr., 2. Rep. | Österr., 2. Rep. | Österr., 2. Rep. |
| 1811                                            | 1817                                            | 1843                                            | 1846                                            | 1851                                            | 1869                                            | 1880                                            | 1890                                            | 1900                                            | 1910                                            | 1923             | 1934             | 1961 (PStA/OVZ)  | 1971             | 1981             | 1991             | 2001             | 2007             | 2008             | 2009             |
| 64                                              | 74                                              | 100                                             | 103                                             | −                                               | 123                                             | 141                                             | 146                                             | 174                                             | 178                                             | 172              | 214              | 541/574          | 1328             | 1780             | 2029             | 2290             | −                | −                | −                |
| 394                                             | 400                                             | 562                                             | 602                                             | 660                                             | 626                                             | 762                                             | 893                                             | 1122                                            | 1133                                            | 1191             | 1493             | 2828/3352        | 5760             | 7477             | 7801             | 8053             | 8384             | 8375             | 8281             |